# Эркко, Юхо
Юхо Элиас Эркко (фин. Juho Eljas Erkko; 1 июня 1895, Гельсингфорс, Великое княжество Финляндское — 20 февраля 1965, Хельсинки, Финляндия) — финский политик и дипломат; с 1938 по 1939 годы — министр иностранных дел Финляндии.

## Биография
Родился 1 июня 1895 года в Гельсингфорсе, в Великом княжестве Финляндском.
С 12 декабря 1938 по 1 декабря 1939 года был министром иностранных дел Финляндии.
Скончался 20 февраля 1965 года в Хельсинки в Финляндии.
Сын политика Ээро Эркко.